# Arado Ar 195
Die Arado Ar 195 war ein deutsches, militärisches, trägergestütztes Mehrzweckflugzeug der Arado Flugzeugwerke.

## Geschichte
Entwickelt wurde das Flugzeug 1937 für den im Bau befindlichen deutschen Flugzeugträger Graf Zeppelin auf Basis der Arado Ar 95 L und in Konkurrenz zur Fieseler Fi 167. Das Flugzeug war als einstieliger verstrebter Doppeldecker mit nach hinten klappbaren Tragflächen konstruiert worden. Als Motor kam ein Sternmotor BMW 132 K oder M mit 812 PS zum Einsatz. Für eine bessere Sicht bei Trägerlandungen wurde die Kabine so weit als möglich nach vorn und oben gezogen. Zusätzlich verfügte die Ar 195 über einen Landehaken. Die Zwei-Mann-Besatzung saß hintereinander in einer geschlossenen Kabine.
Zu einer Serienfertigung kam es nicht, da das Flugzeug 1937 als bereits veraltet angesehen wurde.

## Technische Daten
| Kenngröße             | Daten                                                                                        |
| --------------------- | -------------------------------------------------------------------------------------------- |
| Besatzung             | 2                                                                                            |
| Länge                 | 10,50 m                                                                                      |
| Spannweite            | 12,50 m                                                                                      |
| Höhe                  | 3,60 m                                                                                       |
| Flügelfläche          | 46,00 m²                                                                                     |
| Flächenbelastung      | 81,40 kg/m²                                                                                  |
| Leistungsbelastung    | 4,51 kg/PS                                                                                   |
| Flächenleistung       | 18,05 PS/m²                                                                                  |
| Leermasse             | 2380 kg                                                                                      |
| Startmasse            | 3746 kg                                                                                      |
| Triebwerk             | BMW 132 M, 830 PS (610 kW)                                                                   |
| Höchstgeschwindigkeit | 290 km/h in Bodennähe 282 km/h in 2000 m Höhe                                                |
| Marschgeschwindigkeit | 250 km/h in 2000 m Höhe                                                                      |
| Landegeschwindigkeit  | 94 km/h                                                                                      |
| Steigzeit             | 5,3 min auf 2000 m Höhe 13,6 min auf 4000 m Höhe                                             |
| Dienstgipfelhöhe      | 6000 m                                                                                       |
| Reichweite            | 750 km                                                                                       |
| Flugdauer             | 3 h                                                                                          |
| Startstrecke          | 145 m                                                                                        |
| Bewaffnung            | 1 × MG 17 nach vorn schießend 1 × MG 15 in Lafette 500 kg Bombenlast bzw. 1 × 500-kg-Torpedo |